# Rapallská smlouva (1920)

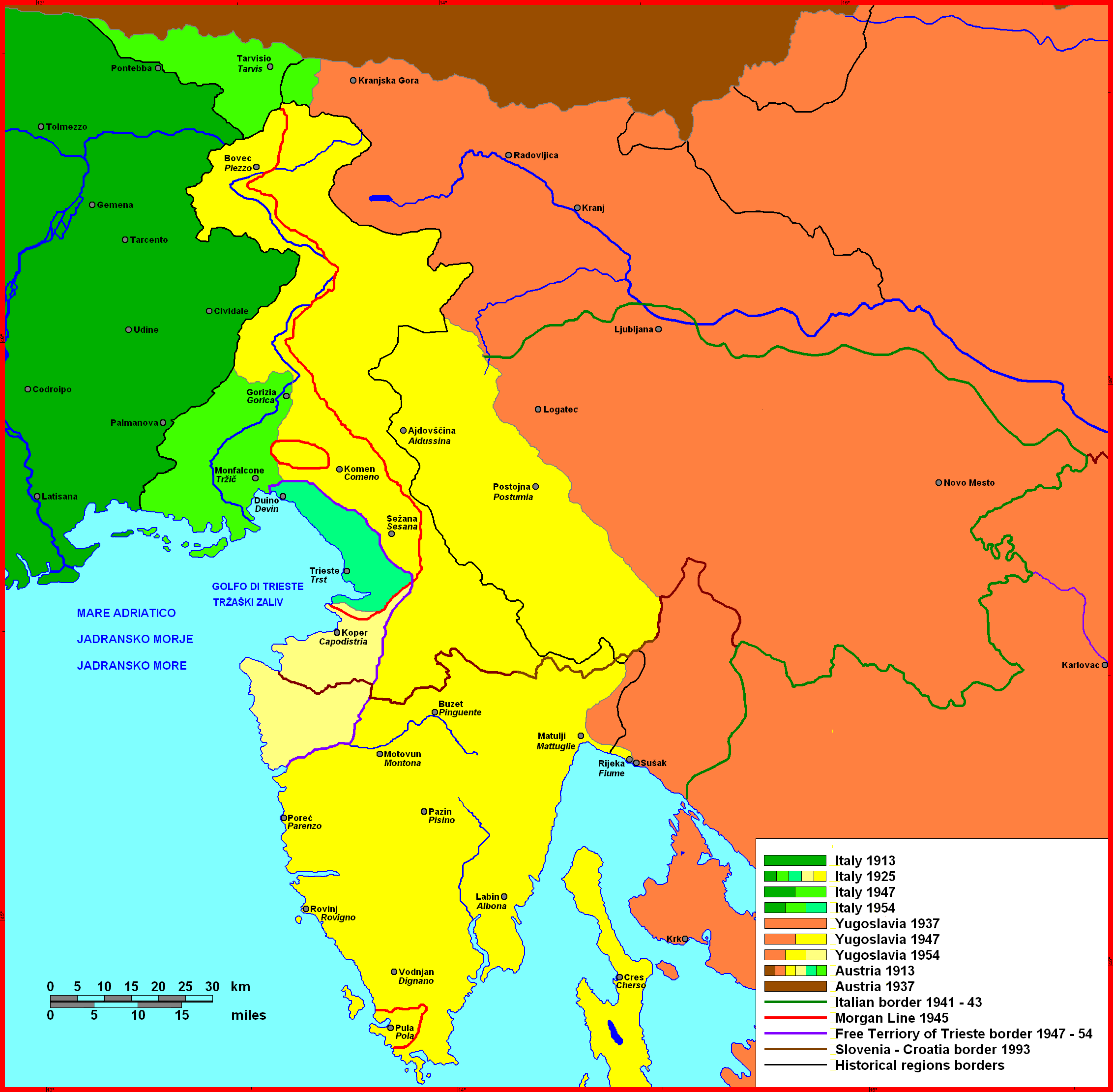
Územní změny, kdy Itálie získala většinu Rakouského přímoří, část Kraňska a Korutan.

Rapallská smlouva byla podepsána 12. listopadu 1920 a řešila hraniční spory mezi Italským královstvím a Královstvím Srbů, Chorvatů a Slovinců.
Zplnomocněnými zástupci Království SHS byli Milenko Vesnić, Ante Trumbić a Kosta Stojanović, Itálie pak Giovanni Giolitti, Carlo Sforza a Ivanoe Bonomi. Smlouva byla vyhotovena ve dvou vyhotoveních: v italštině a srbochorvatštině, v případě rozdílu byl rozhodný text v italštině.
Spory mezi Itálií a Královstvím SHS nastaly s koncem první světové války, když Itálie obsadila, s odkazem na Londýnský pakt z roku 1915, území někdejší rakousko-uherské monarchie. Tato území byla etnicky smíšená, Slovinci a Chorvati však tvořili více než polovinu populace. Podle smlouvy bylo k Itálii připojeno:
- celé Rakouské přímoří s výjimkou obce Kastav a ostrova Krk,
- západní část Kraňského vévodství včetně měst Idrija, Vipava, Šturje, Postojná, Pivka a Ilirska Bistrica,
- bývalé dalmatské hlavní město Zadar a malé ostrovy Lastovo a Palagruža.

Podle smlouvy se město Rijeka mělo stát samostatným svobodným státem, čímž by skončila vojenská okupace. Tato část smlouvy byla revidována v roce 1924 Římskou smlouvou, která Rijeku přiřkla Itálii a Království SHS přístav Sušak.